# 那覇役所跡
那覇役所跡(なはやくしょあと)は、旧那覇の行政を担った役所跡。

## 歴史

### 琉球王国時代
港町として発展した那覇は、｢那覇四町｣とも呼ばれ、東村・西村・若狭町村・泉崎村の4つの村からなっていた。各村に役場が置かれたが、那覇全体を統括する役所として親見世があった。

### 廃藩置県後
1879年(明治12)の沖縄県設置(琉球処分)により、旧那覇里主所(現東町郵便局近辺)に親見世役所が設置され、那覇四町の他に、久米村(久茂地村含む)・泊村の行政も併せて管轄した。翌年、親見世役所は那覇役所に改称された。那覇役所及び7ヵ村の役場は、｢里主所前御余地｣と呼ばれる、久茂地川沿いの材木等の荷物置き場(敷場)に建てられた長屋に置かれ、西・東・泉崎・若狭町・久茂地・久米・泊村の順に、一室ずつ割り当てられた。当時の役人は、机・椅子に、欹髻・大帯の琉装姿で、事務を行っていたという。

### 空襲に至るまで
1917年(大正6)には、京都帝国大学教授武田五一の設計のもと、物見塔と庁舎が建設された。10・10空襲で市役所の庁舎は焼失。1893年(明治26)頃、那覇役所は、東村の旧天使館跡(現那覇市東町、那覇市医師会館一帯)に移転し、1944年(昭和19)10月10日の空襲に至るまで、同地にあった。
この間、1896年(明治29)に首里とともに区制がしかれ、1921年(大正10)5月20日には、首里区とともに、市制が施行された。1917年(大正6)には、京都帝国大学教授武田五一の設計のもと、物見塔と庁舎が建設された。

### 移転後
那覇役所が移転した後の長屋は、沖縄で初めて発行された新聞｢琉球新報｣(1893年9月15日創刊)の印刷工場として、1903年(明治36)から1937年(昭和12)まで使用された。
終戦後、同地一帯は米軍により敷きならされ、軍道1号線(現国道58号)として整備された。

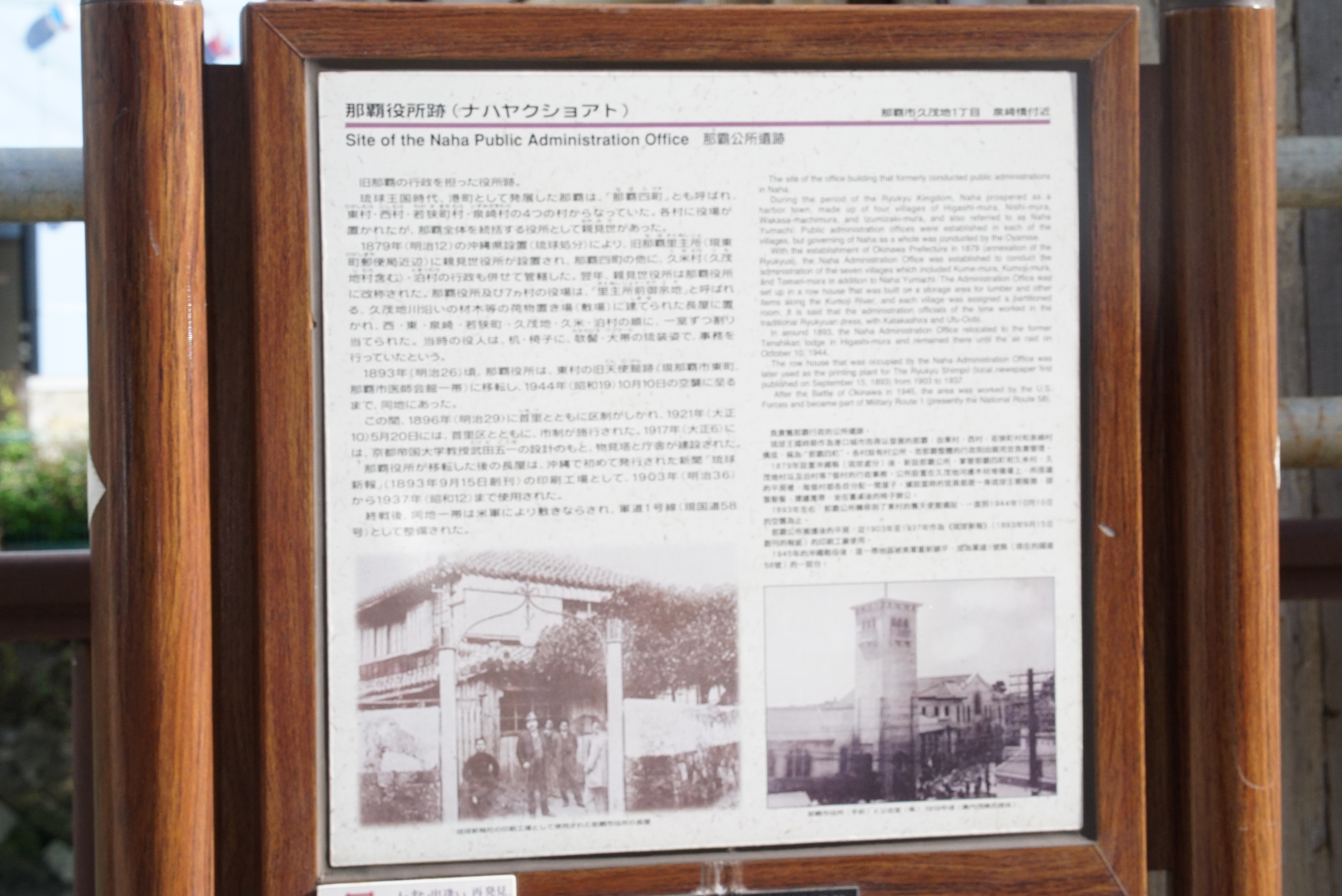
那覇役所跡の当時の様子と歴史

## 所在地
現在の那覇市東町にあり、郵便局や百貨店がある大門前（ウフジョーメー）通りに面していた。那覇市久茂地1-4泉崎橋付近。

## 建築物の観点から
那覇役所は、沖縄初の鉄筋コンクリートの建物で「コンクリート建築のともしびをつけた画期的な建物」。塔は本体と「バットレス（支え柱）」と呼ばれる柱からできていた。